# Principio di residenza
Il principio di residenza è un modello con cui lo Stato può informare il suo sistema tributario. Esso è usato in alternativa al principio della fonte. Stabilire dove una persona fisica o giuridica ha la residenza fiscale è fondamentale per capire dove deve pagare le tasse e quali solo le leggi fiscali che si applicano a ciascun caso concreto. Una volta individuati i criteri di collegamento con il territorio dello Stato, se la persona fisica o giuridica è residente ai fini fiscali in Italia la base imponibile sarà composta da tutti i redditi ovunque prodotti nel mondo (c.d. Worldwide principle). Con il principio di residenza vengono tassati anche i non residenti, ma esclusivamente per i loro redditi o beni posseduti entro i confini nazionali. In materia di residenza fiscale , il testo normativo di riferimento è TUIR ( Testo Unico delle Imposte sui Redditi) : il testo unico è stato introdotto nel 1986 con lo scopo di prevedere un unico documento che contenesse le norme tributarie in materia di tassazione dei redditi delle persone fisiche, delle società e degli enti.

## Residenza fiscale delle persone fisiche
Rilevante al fine dell'assoggettamento all'IRPEF è il concetto di residenza fiscale, da non confondere con il domicilio fiscale. È fondamentale conoscere e comprendere i criteri che determinano se una persona può dirsi residente in Italia o no.
I criteri che stabiliscono chi è fisicamente residente in Italia sono enunciati nell'articolo 2 del t.i.u.r., modificato con legge n. 111 del 9 agosto 2023, con il fine di conformarsi alla normativa sovranazionale.
I quattro criteri presi in considerazione dal t.u.i.r. sono:
1. frazioni di giorno
2. iscrizione anagrafica
3. domicilio fiscale
4. presenza fisica della persona nel territorio dello Stato

### Le frazioni di giorno
Si tratta di un criterio di computo di ordine temporale. Ai sensi dell’art. 2 t.u.i.r., infatti, per poter considerare residente un soggetto passivo IRPEF, la residenza, il domicilio o la presenza nel territorio dello Stato devono sussistere per la maggior parte del periodo di imposta. Tale periodo, che corrisponde a 183 giorni ovvero 184 in caso di anno bisestile, deve essere calcolato tenendo conto anche delle frazioni di giorno.
Con questa locuzione si intende l’automatica attribuzione del valore di un giorno intero ad una qualsiasi frazione di giorno trascorsa nello Stato e non, invece, la somma di ogni ora trascorsa nello Stato italiano fino a formare ventiquattro ore e quindi un giorno completo.
Tale novità non incide, tuttavia, sui regimi applicati per effetto delle Convenzioni stipulate dall'Italia con gli Stati confinanti ai c.d. lavoratori frontalieri, i quali possono trovarsi a prestare attività lavorativa in più Paesi nel corso della stessa giornata o settimana.
Inoltre, la norma sul riferimento temporale non pare tenere conto del fenomeno dello split year. Esso consiste nel trasferimento del contribuente in un altro stato dopo il compimento di un periodo di durata superiore alla metà dell’anno di imposta, ferma restando la sua qualificazione come residente in Italia per l’intero anno ai sensi dell’art 2 comma 2 t.u.i.r. In relazione a questi casi, la giurisprudenza non ha trovato altra soluzione se non l’applicazione delle eventuali norme convenzionali in vigore tra i due Stati in questione al fine di evitare la doppia imposizione nell’ultima parte dell’anno.

### Iscrizione anagrafica
Analizzando un ulteriore criterio, nel secondo comma dell’art. 2 del t.u.i.r, si fa riferimento all'iscrizione anagrafica del contribuente per presumere il luogo di residenza fiscale. 
Per 'anagrafe' si intende uno schedario che rileva la popolazione residente in un determinato Comune. Il contribuente che si trasferisce all'estero deve cancellare l'iscrizione all'anagrafe e deve iscriversi all'AIRE (anagrafe degli italiani residenti all'estero).
Prima della modifica apportata dalla legge n. 111 del 2023, l’iscrizione anagrafica era considerata dalla giurisprudenza tributaria come una presunzione assoluta, ossia era sufficiente per individuare la residenza fiscale del contribuente. Con il nuovo articolo 2 t.u.i.r, l’iscrizione anagrafica viene mantenuta come criterio ma non è più utilizzata come presunzione assoluta bensì passa ad essere una presunzione relativa, per la quale il legislatore prevede la possibilità per il contribuente di fornire una prova contraria, vale a dire una prova che permetta all’interessato di dimostrare che la sua residenza non coincide con l’anagrafe presso il quale è iscritto.

### Domicilio fiscale
Un ulteriore criterio da prendere in considerazione è il concetto di domicilio fiscale. La definizione dell’art. 2 t.u.i.r. fa riferimento al luogo in cui si sviluppano, in via principale, le relazioni personali e familiari della persona. Questa definizione si distacca da quella prescritta dall’art. 43 del Codice Civile che fa principale riferimento alla sede degli affari e degli interessi della persona.
È necessario dunque distinguere i due concetti di domicilio: il primo fa riferimento al domicilio fiscale, mentre il secondo al domicilio civilistico. 

### Presenza fisica della persona nel territorio dello stato
Come nuovo criterio residuale rispetto alla residenza e al domicilio, si individua la presenza fisica della persona nel territorio dello Stato.
Tale criterio è ispirato ai criteri (c.d. tie breaker rules) che il modello OCSE Organizzazione per la cooperazione e lo sviluppo economico individua all’art.4, comma 2, per la risoluzione dei casi di doppia residenza, ricorrenti ogniqualvolta sia necessario definire lo Stato titolare del diritto di assoggettare a imposizione i redditi di una persona fisica che, in base alla legislazione degli Stati contraenti, risulti residente in entrambi. Nel seguente ordine, sono presi in considerazione: l’abitazione permanente, il centro degli interessi vitali, la dimora abituale e la nazionalità. Nell’impossibilità di determinare la residenza in base ai predetti criteri, è previsto un accordo tra Stati.
Dunque, anche in virtù del richiamo contenuto nei principi e criteri direttivi dell'art. 3, lettera c), della Legge Delega n.111 del 2023, la nuova formulazione (“…, ovvero sono ivi presenti”) è chiaramente ispirata alla nozione di "dimora abituale", che si realizza con la protratta presenza fisica della persona nel territorio dello Stato in assenza di una abitazione permanente o di più strette relazioni di carattere personale ed economico.
Stante l’evidenza che la quasi totalità degli Stati con cui l’Italia ha concluso la convenzione determina la residenza fiscale sulla base dei criteri del domicilio e della residenza, qualora l’Amministrazione finanziaria attribuisca la residenza fiscale del soggetto in Italia in relazione al criterio della mera presenza fisica, l’ordine e il contenuto delle “tie breaker rules” farà prevalere i criteri adottati dagli altri Stati rispetto a quello adottato dall’Italia.
Pertanto, la sola ipotesi in cui tale criterio risulta essere incisivo è rappresentata dalla doppia residenza in Italia e in uno Stato con cui essa non ha concluso una convenzione contro le doppie imposizioni.

## Residenza fiscale delle persone giuridiche
La disciplina sulle società, enti e soggetti passivi dell'IRES è stata oggetto di recenti modifiche :in particolare è stato modificato l'art l'articolo 73 del TUIR.
L’art. 73, comma 3 del TUIR, nella formulazione in vigore prima delle modifiche del D.lgs. n. 209/2023, stabiliva che le persone giuridiche erano considerate residenti in Italia, se, per la maggior parte del periodo di imposta, avevano nel territorio dello Stato:
1. la sede legale
2. la sede dell'amministrazione
3. l'oggetto principale

### Sede legale
È il criterio formale e si ricava dall' atto costitutivo della società. In alcuni casi vi può essere discrasia tra la sede legale e la sede effettiva della società. A tal riguardo il Codice Civile è chiaro sottolineando che 'nei casi in cui la sede risultante dal registro è diversa da quella effettiva, i terzi possono considerare come sede della persona giuridica anche quest'ultima'. La sede effettiva, quindi, non sostituisce la sede legale ma si aggiunge ad essa per tutelare i terzi.

### Sede dell'amministrazione
Si tratta del criterio sostanziale e si desume dall'esistenza o meno di uffici amministrativi. La sede dell’amministrazione di una società è stata  sempre ricondotta al luogo ove materialmente si “assumono le decisioni più importanti”, ovvero il luogo dove gli amministratori si riuniscono abitualmente e dove le decisioni sono realmente assunte: si tratta di una valutazione che va effettuata, di volta in volta, con riferimento al singolo caso concreto. Il concetto di sede effettiva e di sede dell’amministrazione coincidono e costituiscono, unitamente al concetto di sede legale, il significato generale di sede. Questa nozione è quella che ha suscitato il maggiore interesse anche in ragione del fatto che l'amministrazione finanziaria ha, sulla sua base,  proceduto ad accertamenti nei riguardi di società considerate estero-vestite, cioè società con sede legale all'estero ma considerate come effettivamente residenti in Italia in quanto ivi sostanzialmente amministrate.

### Oggetto principale
Può essere sia una criterio formale che sostanziale e consiste nell'attività essenziale della formazione sociale per il raggiungimento degli scopi istituzionali. E' individuato attraverso l'atto costitutivo o allo statuto, in forma di atto pubblico o di scrittura privata registrata; in mancanza delle predette forme, l’oggetto principale veniva determinato in base all’attività effettivamente esercitata.
I criteri appena elencati erano tra loro alternativi e pertanto era sufficiente che fosse integrato anche solo uno di essi per radicare la residenza fiscale di una società o ente in Italia.

### La nuova normativa
Il legislatore del 2023 ha provveduto ad eliminare il criterio dell'oggetto principale e a sostituire il criterio della sede dell’amministrazione con i due criteri della  sede di direzione effettiva  e della gestione ordinaria in via principale  che riguardano, rispettivamente, il luogo in cui sono assunte le decisioni strategiche e quello in cui si svolgono concretamente le attività di gestione della società o ente.  Il legislatore della riforma intende quindi dare maggiore rilevanza nell’individuazione della sede di direzione effettiva al ruolo operativo degli amministratori (ad es. i manager aziendali dotati di un effettivo potere decisionale) invece che al ruolo dei soci (ossia l’assemblea) che, normalmente, operano una mera supervisione dell’attività dell’impresa svolta dalla società controllata. Per quanto riguarda, invece, il criterio di gestione ordinaria in via principale ci si riferisce alla reale attività d’impresa svolta della società , non rilevando più la localizzazione dei beni che essa possiede (esempi: immobili, partecipazioni, etc...).

## Doppia imposizione
Il problema della corretta individuazione della sede di direzione effettiva di una società si connette al principio della tassazione mondiale. In particolare, ad, esempio, il contribuente fiscalmente residente in Italia, per il reddito di fonte estera conseguito, dovrebbe scontare l'imposizione, una prima volta, nello Stato estero della fonte (rispetto al quale il contribuente italiano si configura come "non residente") e una seconda volta in Italia, in applicazione del principio di tassazione mondiale.
Per ovviare a ciò è possibile ricorrere a due rimedi: il "credito per le imposte assolte all'estero" (art. 165 t.u.i.r.) e le Convenzioni stipulate tra l'Italia e molti Paesi esteri note come "convenzioni contro le doppie imposizioni", cioè trattati internazionali con cui i Paesi contraenti regolano l’esercizio della propria potestà impositiva al fine di eliminare le doppie imposizioni sui redditi e con l'ulteriore scopo di prevenire l'elusione e l'evasione fiscale.. Sono in ogni caso e generalmente Convenzioni ispirate al Modello elaborato in sede OCSE.
Inoltre, in termini esemplificativi, occorre ricordare come i vari conflitti all'interno del territorio comunitario siano affidati alla Direttiva del Consiglio UE del 17 ottobre 2017 n.1852, che individua, attraverso tre fasi, l'iter per la risoluzione della controversia: la denuncia, la procedura amichevole e la procedura di risoluzione della controversia da parte della Commissione consultiva.

### L'art. 4 del Modello OCSE di Convenzione sui redditi
E', in particolare, l’art. 4 del Modello OCSE di Convenzione sui redditi a definire, seppur in termini ampi e con un esteso margine interpretativo, gli elementi rilevanti ai fini dell’individuazione della residenza fiscale di una società: la sede di direzione effettiva, la sede di costituzione della società e ogni altro fattore.
Considerando il primo fattore e l’evoluzione del Commentario dell’art. 4 del Modello OCSE, nel 2003 la sede di direzione effettiva veniva fatta coincidere con la sede di assunzione delle decisioni più rilevanti per la vita societaria (normalmente, il luogo in cui si riuniscono le persone di maggior rilievo della società), elemento non più menzionato nella nuova versione del 2008.
Nell’ultima e più recente modifica del 2017 si è, al contrario, cercato di considerare più nel concreto le singole situazioni; con precisione, a rilevare sono fattori come il luogo in cui si svolgono i Consigli di amministrazione o dove i funzionari di più alto livello svolgono abitualmente le proprie attività (potenzialmente sovrapponibile al concetto di gestione ordinaria in via principale, oggi menzionato all'interno della normativa italiana attualmente vigente). D'altra parte al punto 24.5 del Commentario ritorna nuovamente il riferimento al luogo di effettiva gestione (place of effective management) attribuendo così al diritto e alla giurisprudenza di ogni Stato l’onere di rendere più stringente e concreta la definizione normativa.
Il diritto e la giurisprudenza comunitaria sul concetto di sede di direzione effettiva
Il panorama internazionale non rappresenta l’unico “interlocutore” con cui relazionarsi per comprendere che cosa si debba intendere con "sede di direzione effettiva" della società. 
In particolare, attenzionando la “tredicesima direttiva” dir. UE n.86/560 CEE ed una domanda di pronuncia pregiudiziale sollevata dinanzi alla Corte di Lussemburgo, ci si è domandati “se la nozione di sede dell'attività economica  […] vada interpretata nel senso che con ciò s'intende il luogo ove la società ha la sede statutaria, o ci si deve riferire, ai fini di tale interpretazione, al luogo ove vengono adottate le decisioni in materia di gestione economica dell'impresa, o è rilevante il luogo in cui vengono prese le decisioni determinanti ai fini della normale, operativa gestione quotidiana.”
La posizione, ben definita, assunta dalla Corte di Giustizia fa sì che per sede dell’attività economica si debba intendere “il luogo in cui vengono adottate le decisioni essenziali concernenti la direzione generale della società e in cui sono svolte le funzioni di amministrazione centrale di quest’ultima” in perfetta armonia con la più recente formulazione del commentario dell’art. 4 Modello OCSE. 
Cioè la Corte riconosce esclusiva rilevanza al luogo di svolgimento effettivo dell'attività amministrativa della società, in perfetta armonia con quanto più tardi ribadito - in più occasioni - dalla giurisprudenza di dalla dottrina italiana.

## Flat tax 2017 sui redditi prodotti all'estero
La Legge di Bilancio per l’anno 2017 ha introdotto nel Testo Unico delle Imposte sui Redditi l’art. 24-bis titolato 'Opzione per l’imposta sostitutiva sui redditi prodotti all’estero realizzati da persone fisiche che trasferiscono la propria residenza in Italia'; infatti coloro che trasferiscono la residenza fiscale in Italia possono beneficiare di una imposta sostitutiva sui redditi prodotti all’estero. L'obbiettivo è quello di incentivare gli nivestimenti ed i consumi di nuclei familiari o singoli considerati ad alto potenziale reddituale.

### Requisiti
- Trasferire la residenza fiscale in Italia ai sensi dell'art. 2 comma 2 del Decreto del presidente della Repubblica 22 dicembre 1986, n. 917
- Non siano stati mai residenti in Italia ai sensi dell'articolo 2, comma 2, per un periodo almeno pari a nove periodi d’imposta nel corso dei dieci che precedono l’inizio del periodo di validità dell’opzione.[31]

### Imposta
I 'neo domiciliati' in Italia potranno beneficiare di un'imposta sostitutiva posta a 'forfait' nelle misure di 100.000 euro per il soggetto primo titolare del regime fiscale e di 25.000 euro per ciascun familiare definito ai sensi dell'articolo 433 del Codice civile. E' rinnovata in modo tacito ogni anno e decorsi quindici anni dal primo periodo gli effetti decadono e dovrà essere versata in un'unica soluzione rispettando la data prevista per il versamento del saldo delle imposte sui redditi.
Per aderire a questa agevolazione il soggetto deve farne richiesta nel momento in cui presenta la dichiarazione dei redditi indicando:
- dati anagrafici, indirizzo di residenza (se già residente);
- lo Stato in cui ha avuto l'ultima residenza fiscale;
- lo status di non residente in Italia per almeno nove periodi d'imposta nel corso dei dieci precinti prima dell'esercizio di validità dell'opzione;
- gli Stati esteri per i quali intende esercitare la facoltà di non avvalersi dell’applicazione dell’imposta sostitutiva[33]

La sussistenza dei requisiti è fondamentale con annessa documentazione di supporto per l'applicazione dell'imposta sostitutiva.